# Arhidieceza de Paderborn
Arhidieceza romano-catolică de Paderborn (în latină Archidioecesis Paderbornensis) este una din cele șapte arhiepiscopii mitropolitane ale Bisericii Romano-Catolice din Germania, cu sediul în orașul Paderborn. În prezent ea deține trei sufragane: Dieceza de Erfurt, Dieceza de Fulda și Dieceza de Magdeburg.

## Istoric
Episcopia a fost fondată în anul 799 de papa Leon al III-lea. Ea a fost desființată în anul 1802 și reînființată în anul 1821 ca sufragană a Arhiepiscopiei de Köln. În anul 1930 a fost ridicată la rangul de arhiepiscopie, primind trei episcopii sufragane.

## Catedrala
Domul din Paderborn⁠(de)[traduceți] este un monument istoric și de arhitectură. În forma sa actuală datează din secolul al XIII-lea.